# Stanowoje (obwód lipiecki)
Stanowoje (ros. Становое) – wieś (sieło) w Rosji, w obwodzie lipieckim, ośrodek administracyjny rejonu stanowlańskiego. W 2021 liczyła 5046 mieszkańców.